# Steven Wong

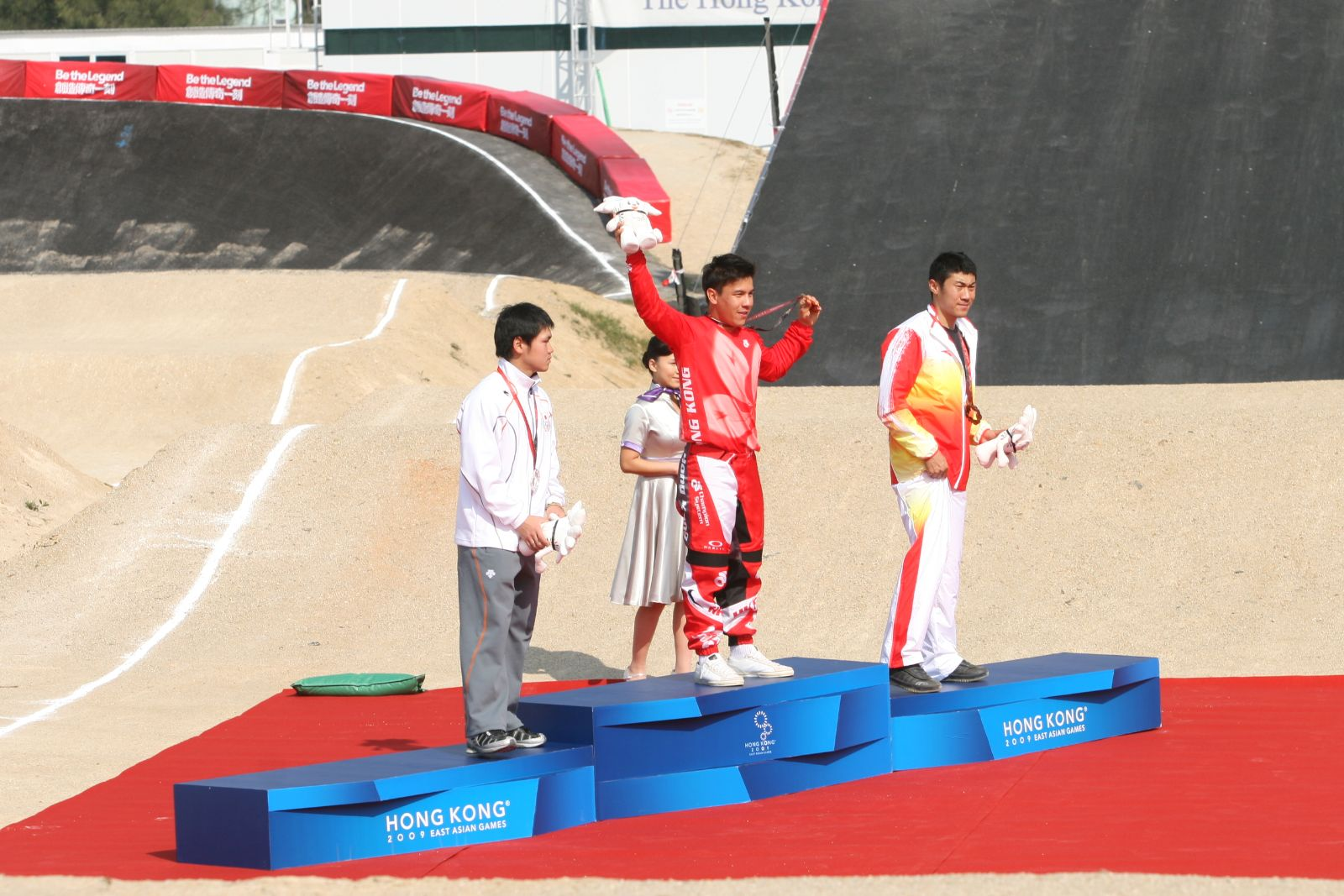
Steven Wong bei den Ostasienspielen 2009

Steven Wong (* 28. April 1988 in Dessel) ist ein ehemaliger BMX- und Straßenradsportler.
Wongs wuchs als Sohn eines hongkongchinesischen Vaters und einer belgischen Mutter auf. 
Er widmete sich zunächst dem BMX-Sport und gewann für Hongkong die Goldmedaillen bei den chinesischen Nationalspielen 2008,  den Ostasienspielen 2009 und den Asienspielen 2010.
Anschließend wechselte er zu Straßenradsport und fuhr von August 2011 an für das Radsportteam Champion System. 2010 siegte er im Straßenrennen der Männer bei den Asienspielen. Im Jahr 2012 wurde er bei einer Trainingskontrolle positiv auf Steroide getestet und wurde von der Union Cycliste Internationale mit einer zweijährigen Sperre wegen Doping belegt. Seine Mannschaft erklärte, dass die Substanz unabsichtlich über eine medizinische Salbe in Wongs Körper gelangt sei.